# SMAW

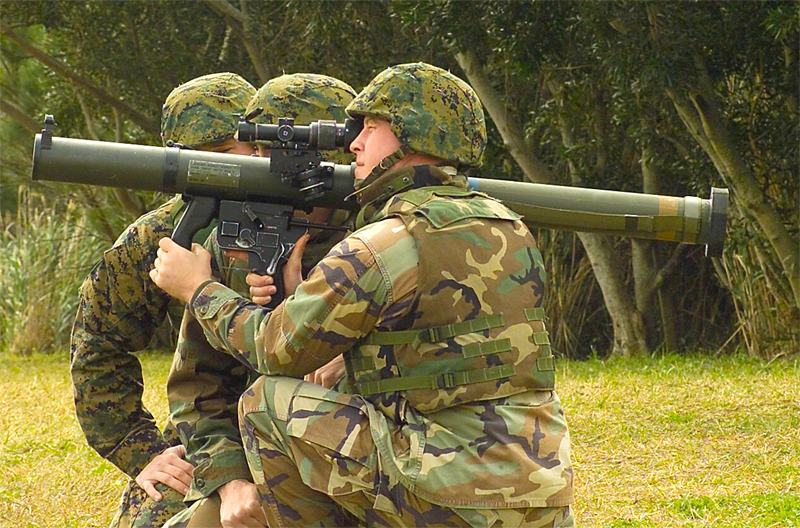
US-Marineinfanterist mit SMAW-Panzerabwehrwaffe

Die SMAW (Shoulder-Launched Multipurpose Assault Weapon, deutsch: schultergestützte Mehrzwecksturmwaffe) ist eine amerikanische Panzerabwehrhandwaffe, die vom United States Marine Corps verwendet wird und eine Weiterentwicklung der israelischen B-300 darstellt. Sie wird von einem Infanteristen auf die Schulter aufgelegt und feuert dann eine panzerbrechende Rakete auf ihr Ziel. Diese Waffe ist vor allem in unwegsamem Gelände von Vorteil und wird gegen Panzer und sonstige Fahrzeuge eingesetzt.
Die Waffe besteht aus einem glatten Rohr, das die Abfeuerungsvorrichtung und die Zieleinrichtung aufnimmt. Der Flugkörper wird in einem Wegwerf-Rohr transportiert, das mit einem Bajonettverschluss am hinteren Ende des Startrohres befestigt wird, um die Waffe feuerbereit zu machen. Dabei wird die Steuerung des Flugkörpers mit der Waffenanlage gekoppelt.
Eine Besonderheit dieser Waffe ist eine spezielle Zielvorrichtung. Diese besteht aus einer rechts am Startrohr angebrachten Einschießwaffe im Kaliber 9 × 51 mm. Das Leuchtspurgeschoss hat dieselben ballistischen Eigenschaften wie die 83-mm-Rakete, sodass der Schütze Ziel- bzw. Probeschüsse abgeben kann, bis er Wind und Entfernung richtig bestimmt hat. Sollte ein solches Geschoss das Ziel treffen, feuert der Schütze  die 83-mm-Rakete im selben Winkel ab. Die Vorrichtung zum Abschießen dieser Spezialpatrone hat ein fünfschüssiges Stangenmagazin.

## Technische Daten
- Hersteller: McDonnell Douglas
- Gewicht: 7,54 kg ungeladen (13,85 kg geladen und feuerbereit)
- Länge: 75,95 cm ungeladen zum Transportieren (137,16 cm geladen und feuerbereit)
- Effektive Wirkung:
  - Auf ein Ziel von ein bis zwei Meter Größe bis 250 Meter wirkungsvoll
  - Auf ein Ziel in Panzergröße auf 500 Meter wirkungsvoll
  - Durchschlagsleistung: HEAA ca. 600 mm Panzerstahl
- Kosten: pro Stück 13.000 US-Dollar
- Munitionsarten:
  - HEDP („high explosive dual purpose“: Mehrzweckgeschoss)
  - HEAA („high explosive anti-armor“: Panzerbrechendes Geschoss)[2]